# (38073) 1999 GX11
1999 GX11 (asteroide 38073) é um asteroide da cintura principal. Possui uma excentricidade de 0.23384570 e uma inclinação de 2.00419º.
Este asteroide foi descoberto no dia 11 de abril de 1999 por Spacewatch em Kitt Peak.